# Kazuna Takase
Kazuna Takase (japanisch 髙瀨 和楠 Takase Kazuna; * 6. August 1999 in der Präfektur Tokio) ist ein japanischer Fußballtorwart.

## Karriere
Takase erlernte das Fußballspielen in der Jugendmannschaft vom FC Tokyo. Die U23-Mannschaft des Vereins spielte in der dritten Liga, der J3 League. Bereits als Jugendspieler absolvierte er ein Drittligaspiel.